# فرناندو بيليغرينو
فرناندو بيليغرينو (بالإسبانية: Fernando Diego Pellegrino)‏ هو لاعب كرة قدم أرجنتيني في مركز حراسة المرمى، ولد في 31 مارس 1986 في بوينس آيرس في الأرجنتين. لعب مع أتلتيكو أتلانتا وأرسنال ساراندي وانيستتوتو وبانفيلد وجيمناسيا لابلاتا وديفنسا خوستيكا وريفر بليت وفيرو كاريل أويستي ونادي ساليرنيتانا.

## وصلات خارجية
- فرناندو بيليغرينو على موقع قاعدة بيانات كرة القدم.إي يو (الإنجليزية)
- فرناندو بيليغرينو على موقع Soccerway.com (الإنجليزية)